# Uromyces acuminatus
Uromyces acuminatus ist eine Ständerpilzart aus der Ordnung der Rostpilze (Pucciniales). Der Pilz ist ein Endoparasit von Nelkengewächsen, Primelgewächsen, Liliengewächsen und Sperrkrautgewächsen sowie von Spartina-Süßgräsern. Symptome des Befalls durch die Art sind Rostflecken und Pusteln auf den Blattoberflächen der Wirtspflanzen. Sie ist in weiten Teilen Nordamerikas verbreitet.

## Merkmale

### Makroskopische Merkmale
Uromyces acuminatus ist mit bloßem Auge nur anhand der auf der Oberfläche des Wirtes hervortretenden Sporenlager zu erkennen. Sie wachsen in Nestern, die als gelbliche bis braune Flecken und Pusteln auf den Blattoberflächen erscheinen.

### Mikroskopische Merkmale
Das Myzel von Uromyces acuminatus wächst wie bei allen Uromyces-Arten interzellulär und bildet Saugfäden, die in das Speichergewebe des Wirtes wachsen. Die Aecien der Art besitzen 17–28 × 15–24 µm große, hyaline Aeciosporen mit warziger Oberfläche. Die gelbbraunen Uredien des Pilzes wachsen oberseitig auf den Wirtsblättern. Ihre gelblichen bis hellgoldenen Uredosporen sind 27–32 × 23–28 µm groß, zumeist breitellipsoid und stachelwarzig. Die Telien der Art sind schwarzbraun, pulverig und früh unbedeckt; sie besitzen meist zahlreiche Paraphysen. Die goldenen bis kastanienbraunen Teliosporen sind einzellig, in der Regel eiförmig bis länglich und 26–36 × 15–20 µm groß. Ihre Stiele sind gelblich und bis zu 70 µm lang.

## Verbreitung
Das bekannte Verbreitungsgebiet von Uromyces acuminatus umfasst die USA und Kanada.

## Ökologie
Die Wirtspflanzen von Uromyces acuminatus sind für den Haplonten Nelkengewächse, Primelgewächse, Liliengewächse und Sperrkrautgewächse sowie diverse Spartina-Arten für den Dikaryonten. Der Pilz ernährt sich von den im Speichergewebe der Pflanzen vorhandenen Nährstoffen, seine Sporenlager brechen später durch die Blattoberfläche und setzen Sporen frei. Die Art durchläuft einen Entwicklungszyklus mit Spermogonien, Aecien, Telien und Uredien und vollzieht einen Wirtswechsel.